# یونی اکستروم
یونی اکستروم (سوئدی: Johnny Ekström؛ زادهٔ ۵ مارس ۱۹۶۵) بازیکن فوتبال اهل سوئد بود.
از باشگاه‌هایی که در آن بازی کرده‌است می‌توان به باشگاه فوتبال گوتبورگ، باشگاه فوتبال کن، باشگاه فوتبال آینتراخت فرانکفورت، باشگاه فوتبال بایرن مونیخ، باشگاه فوتبال رئال بتیس، باشگاه فوتبال دینامو درسدن، باشگاه فوتبال رجانا، و باشگاه فوتبال امپولی اشاره کرد.
وی همچنین در تیم‌های ملی فوتبال زیر ۲۱ سال سوئد و سوئد بازی کرده‌است.